# Ga Chợ Seokbawi
Ga Chợ Seokbawi (Tiếng Hàn: 석바위시장역, Hanja: 石바위市場驛) là ga tàu điện ngầm của Tàu điện ngầm Incheon tuyến 2 nằm ở Juan-dong, Michuhol-gu, Incheon.

## Lịch sử
- 5 tháng 10 năm 2015: Tên ga được quyết định là Ga Chợ Seokbawi[1]
- 30 tháng 7 năm 2016: Bắt đầu kinh doanh với việc khai trương Tàu điện ngầm Incheon tuyến 2[2]

## Bố trí ga
| Công viên công dân ↑    |
| \| N/B                  |
| ↓ Tòa thị chính Incheon |

| Hướng Bắc | ● Incheon tuyến 2 | ← Hướng đi Juan · Seongnam · Geomam · Geomdan Oryu                         |
| Hướng Nam | ● Incheon tuyến 2 | → Hướng đi Mansu · Văn phòng Namdong-gu · Công viên lớn Incheon · Unyeon → |

## Xung quanh nhà ga
- E-Mart 24 Chi nhánh ga chợ Seokbawi
- Chợ Seokbawi
- Công viên Seokbawi
- Trường trung học Incheon
- Trường tiểu học Kyungwon
- Trung tâm phúc lợi hành chính Juan 6-dong
- Bưu điện Nam Incheon
- Thư viện Juan
- Trung tâm phúc lợi hành chính Juan 4-dong
- Trường tiểu học Guwolseo

## Hình ảnh

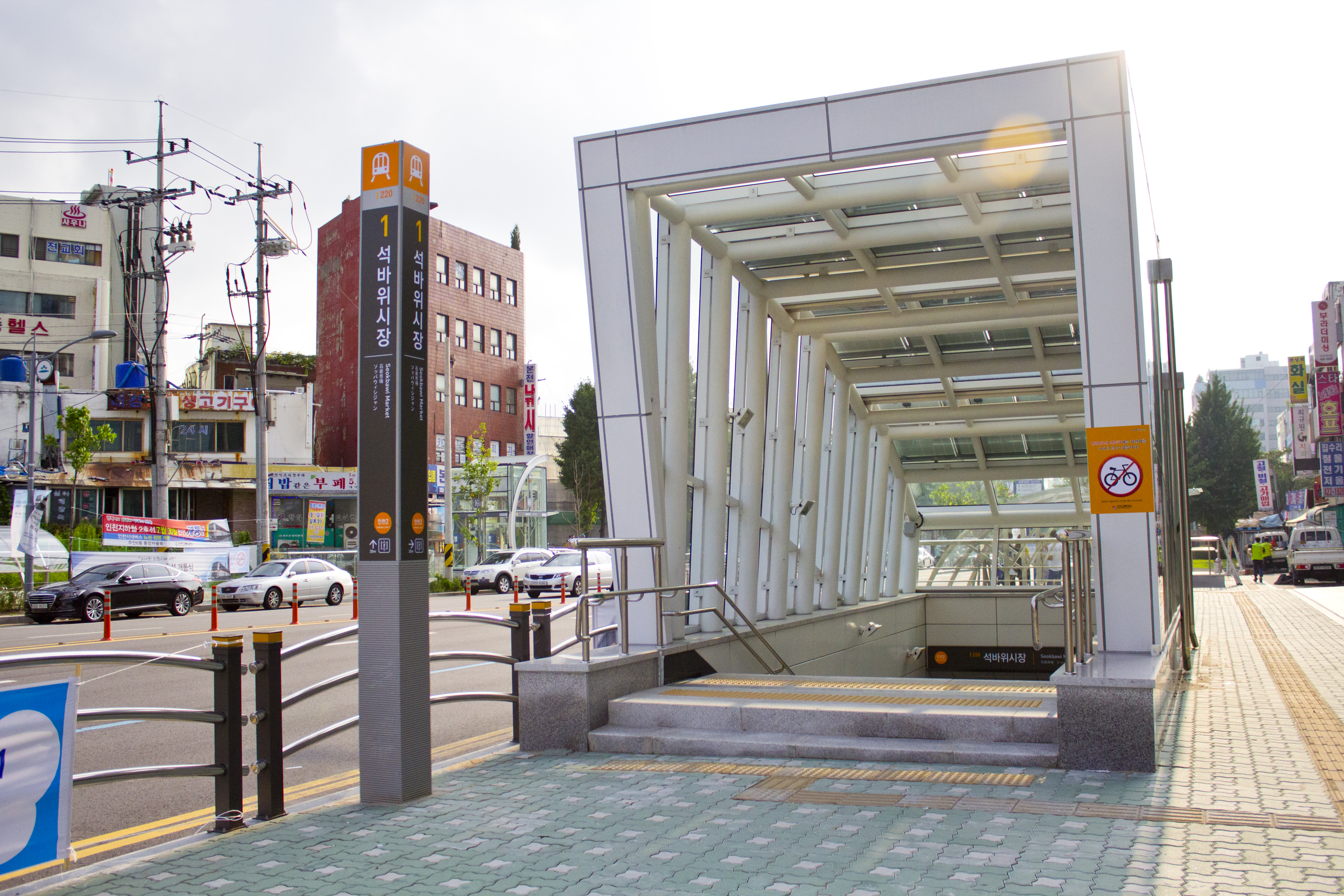
Lối ra 1 Ga Chợ Seokbawi trên Tàu điện ngầm Incheon tuyến 2
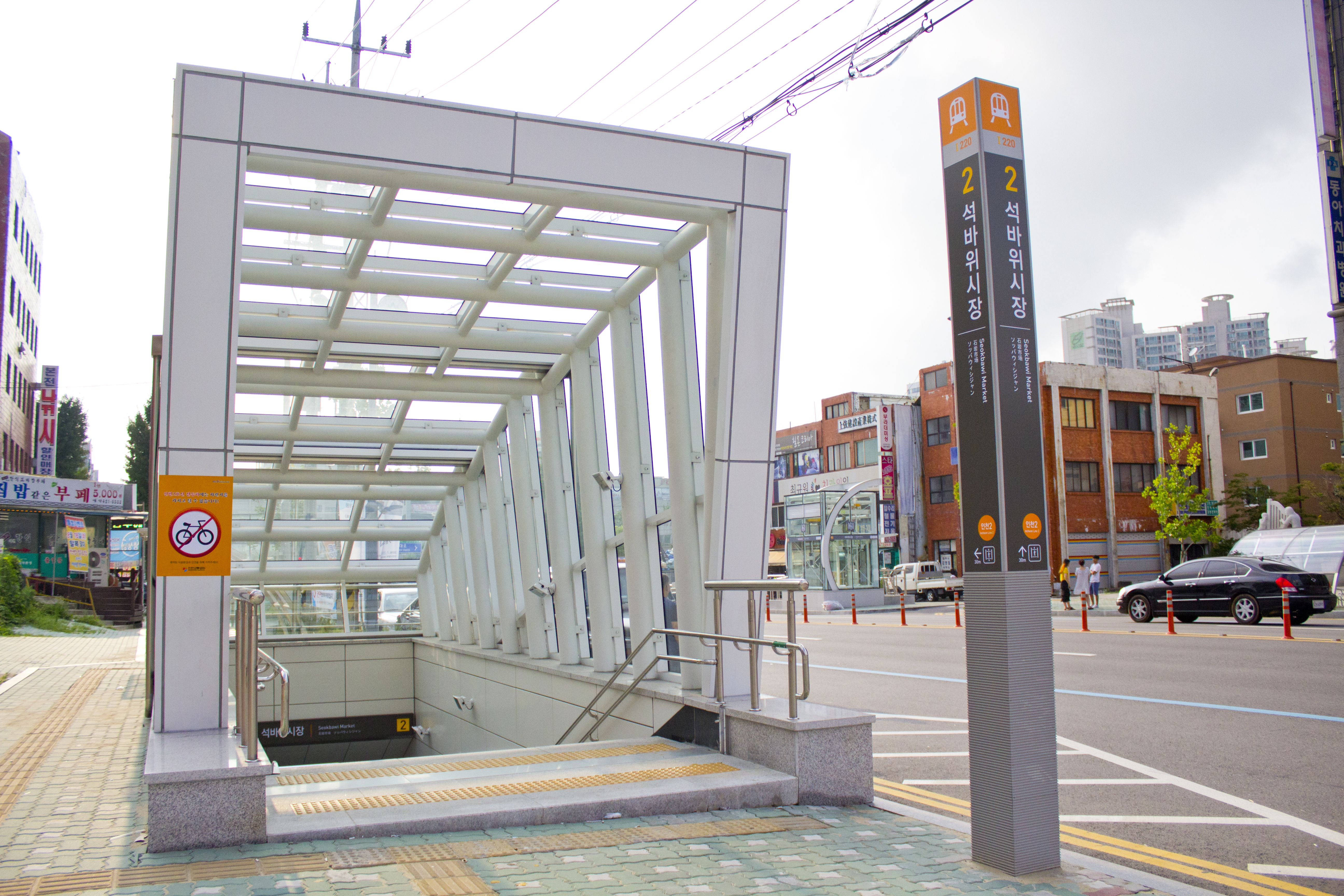
Lối ra 2 Ga Chợ Seokbawi trên Tàu điện ngầm Incheon tuyến 2